# Мавак
Мавак (IV век до н. э.) — предводитель сакских конных лучников в битве при Гавгамелах на стороне Дария III против войска Александра Македонского.
Арриан писал о том, что конные лучники скифского племени саков прибыли к персидскими войску Дария III вместе с силами индов, бактрийцев и согдиан, которыми руководил Бесс. Античный автор особо подчёркивал независимые союзнические отношения между саками под командованием Мавака и персидским царём.
Неподконтрольность Мавака Бессу, с которым он прибыл к основному персидскому войску, подчёркнута нахождением саков на правом северном фланге, которым руководил Мазей, в то время как Бесс командовал левым южным. Во время сражения скифы смогли обогнуть основные силы македонян и захватить обоз. Квинт Курций Руф писал, что Александр послал на спасение лагеря всадников под командованием Ареты. Македоняне в ходе тяжёлого боя со скифами, которые грабили обоз, сумели не только их потеснить, но и убить вождя, которого античный автор не назвал по имени.